# Leonid Shaposhnykov
Leonid Shaposhnykov, né le 30 octobre 1969 à Khabarovsk, est un rameur ukrainien.

## Biographie

### Palmarès

#### Aviron aux Jeux olympiques
- 2004 à Athènes,  Grèce
  -  Médaille de bronze en quatre de couple[1]

#### Championnats du monde d'aviron
- 1991 à Vienne,  Autriche
  -  Médaille d'argent
- 1993 à Račice,  République tchèque
  -  Médaille d'argent
- 1994 à Indianapolis,  États-Unis
  -  Médaille d'argent
- 1997 à Aiguebelette,  France
  -  Médaille de bronze en quatre de couple
- 1999 à Saint Catharines,  Canada
  -  Médaille d'argent en quatre de couple